# Alison Mosshart
Alison Nicole Mosshart (23 de noviembre de 1978) es una cantante, artista y modelo estadounidense, conocida por su trabajo como vocalista en las bandas The Kills y The Dead Weather.  

## Carrera
Allison inició su carrera musical en 1995, mientras estudiaba bellas artes, con la banda de punk rock de Florida Discount, desintegrada en el año 2000. El mismo año,  Mosshart  conoció a Jamie Hince (Scarfo, Blyth Power) con quien descubrió tener un gran interés en común por The Velvet Underground, una de las razones por las cuales decidieron formar una nueva banda: The Kills.
En el escenario con The Kills, Mosshart es también conocida como “VV”,  mientras que Hince es “Hotel”.
En 2009, se unió a The Dead Weather, integrado también por Jack White, Jack Lawrence y Dean Fertita. Con The Dead Weather, Alison es conocida como “Baby Ruthless”

## The Kills

### Keep on your mean side
En el 2003 la banda editó su primer álbum, Keep on your mean side en el que claramente se nota una influencia de The Velvet Underground, el disco consigue buenas críticas.

### No Wow
En el 2005 la banda sacó su segundo álbum No Wow. En 2006, el sencillo The Good Ones se transmite en todas las emisoras de rock alternativo de Europa.

### Midnight Boom
Tras tres años de giras y conciertos por todo el mundo, la banda editó su tercer álbum Midnight Boom el cual recibe muy buenas críticas de la revista Uncut.

### Blood Pressures
En abril de 2011, salió a la venta Blood Pressures, cuarto álbum de estudio de la banda, el primer sencillo fue Satellite, el disco consiguió buenas críticas. La banda permitió el acceso a su nuevo disco, vía streaming, antes de ser puesto a la venta.

## The Dead Weather
Desde 2009 es vocalista y principal compositora, de The Dead Weather. El grupo está integrado por Jack White (The White Stripes y The Raconteurs), Jack Lawrence (también conocido como LJ de The Raconteurs & The Greenhornes) y Dean Fertita (Queens of the Stone Age). La banda cuenta con tres discos: Horehound (2009), Sea of Cowards (2010) y Dodge and Burn (2015).

## Otros trabajos
En 2006 Alison acompaña a la banda británica Placebo en la canción "Meds" del álbum del mismo título.
En 2008 cantó, en dueto con Miles Kane, la canción Paris Summer del grupo The Last Shadow Puppets
En 2009 Alison canta Fire And The Thud con Arctic Monkeys, canción que aparece en el álbum Humbug. 
En 2011 participó en la película Sucker Punch con la versión Tomorrow Never Knows canción original de The Beatles
También en 2013 grabó la voz femenina de la canción It's just forever de Cage the Elephant, que forma parte del álbum Melophobia. 
En el 2017, colaboró con la banda sueca Ghost como parte del single de Meliora titulado He is  x Alison Mosshart en una versión inédita y exclusiva solo para el single.

## Vida personal
Considerada un símbolo sexual e icono de la moda, Mosshart recibió el premio "Hottest Woman" de los Shockwaves NME Awards en el 2011 y es citada como influencia por la modelo y diseñadora Alexa Chung.
En abril del 2011, Mosshart contribuyó al especial de Vogue.co.uk's "Today I'm Wearing" compartiendo una foto de su vestimenta cada día por un mes. En 2013, colaboró con la marca francesa Surface to Air para diseñar su chaqueta de cuero ideal.